# 蒲桃叶红豆
蒲桃叶红豆（学名：Ormosia eugeniifolia）为豆科红豆属下的一个种。

## 扩展阅读
維基物種上的相關：蒲桃叶红豆